# Semiothisa azureata
Semiothisa azureata là một loài bướm đêm trong họ Geometridae.